# 40-я сессия Комитета всемирного наследия ЮНЕСКО
40-я се́ссия Комите́та Всеми́рного насле́дия ЮНЕ́СКО проходила в городе Стамбул (Турция) с 10 июля по 17 июля 2016 года. Досрочно прекратила свою работу в связи с попыткой государственного переворота в Турции. Для рассмотрения остальных вопросов 40-я сессия возобновила свою работу 24—26 октября того же года в Париже.
Комитет рассмотрел 29 заявок на включение новых объектов в Список Всемирного наследия ЮНЕСКО. В их числе 16 культурных, 9 природных объектов, и 4 смешанных (природно-культурных). По итогам сессии в Список были включены 21 новый объект (12 культурных, 6 природных и 3 смешанных). Теперь Список Всемирного наследия насчитывает 1052 объекта в 165 странах.

## Объекты, внесённые в список Всемирного наследия
- Верфь Нельсона в Антигуа и связанные с ней археологические объекты (Антигуа и Барбуда);
- Архитектурное наследие Ле Корбюзье: выдающийся вклад в модернизм (Германия, Аргентина, Бельгия, Франция, Индия, Япония, Швейцария);
- Стечки — средневековые надгробия (Босния и Герцеговина, Хорватия, Черногория, Сербия);
- Комплекс Пампулья в стиле модернизма (Бразилия);
- Культурный ландшафт наскального искусства Цзоцзян Хуашань (Китай);
- Археологический комплекс Филиппы (Греция);
- Археологический объект Наланда Махавіхара (университет Наланда) в Наланде (штат Бихар, Индия);
- Персидский кяриз (Исламская Республика Иран);
- Нан-Мадол: религиозно-культовый центр Восточной Микронезии (Микронезия);
- Дольмены Антекери (Испания);
- Археологическая зона Ани (Турция);
- Комплекс пещеры Горама (Соединённое Королевство Великобритании).
- Мистейкен Пойнт (Канада);
- Шеньнунцзя в провинции Хубэй (Китай);
- Пустыня Лут (Исламская республика Иран);
- Западный Тянь-Шань (Казахстан, Кыргызстан, Узбекистан);
- Архипелаг Ревилья-Хихедо(Мексика);
- Национальные морские заповедники «Санганеб» и «Бухта Дунгонаб — остров Мековар» (Судан).
- Природно-культурный ландшафт горного плато Эннеди (Чад);
- Национальный парк Канченджанга (Индия);
- Месопотамские болота на юге Ирака: центр биоразнообразия и реликтовые ландшафты городов Месопотамии (Ирак).

Комитет также провёл анализ состояния сохранности 155 объектов. В соответствии с решениями 40-й сессии Комитета всемирного наследия все пять ливийских объектов, исторический центр города Шахрисабз в Узбекистане и «Старые города Дженне» (Мали) включены в Список всемирного наследия, находящегося под угрозой. С 2013 года в нём числятся также все сирийские объекты всемирного наследия. 
Нан-Мадол: религиозно-культовый центр Восточной Микронезии (Микронезия) был включён одновременно в Список Всемирного наследия и в Список Всемирного наследия, находящегося под угрозой. Исторические памятники Мцхеты (Грузия) были исключены из Списка, находящегося под угрозой.

## Дополнение
Среди объектов номинации Ле Корбюзье нет здания Центросоюза в Москве, т.к. вопрос о включении объекта в Список Всемирного наследия рассматривается только по официальной заявке государства, на территории которого объект находится. Россия не подавала заявки на включение данного здания Ле Корбюзье в номинацию. Это возможно сделать в дальнейшем, после чего международные эксперты будут оценивать сохранность памятника.

## Карта
- — объекты, внесённые в список всемирного наследия
- — объекты, находящиеся в списке всемирного наследия и получившие изменения
- — объекты, внесённые в список всемирного наследия, находящегося под угрозой
- — объект, исключённый из списка всемирного наследия, находящегося под угрозой